# 衛瓘
衛 瓘（えい かん、黄初元年（220年）- 元康元年6月13日（291年7月26日））は、中国三国時代から西晋の軍人・政治家。字は伯玉。司隷河東郡安邑県の出身。父は魏の尚書令衛覬。弟は衛寔。

## 生涯

### 若き日
10歳の時に父の衛覬を亡くしており、母の陳氏に対しては人一倍孝行を尽くしたという。後に父の爵位である閿郷侯を継ぎ、後に尚書郎に任じられた。当時の魏は法が厳しく過酷であったので、陳氏は衛瓘の身を心配した。そのために、衛瓘は自ら請願して通事郎に移り、さらに中書郎に移った。当時、曹爽を始めとした権臣が政権を掌握していたが、衛瓘は彼らと親しくしなかったので傅嘏からは大いに重んじられ、甯兪（甯武子、春秋時代衛の卿）に例えられた。10年もの間、中書郎の職務を務め上げ、その仕事ぶりを称えられた。その後、散騎常侍に昇進した。
景元元年（260年）、曹奐が即位すると、衛瓘は侍中を拝名し、持節を与えられて河北の慰労に当たった。その功績により食邑を加増された。数年後には廷尉卿に移った。衛瓘は法理に明るく、訴訟の裁決を行う際は些細な案件も重大な事案も情をもって対応に当たった。

### 蜀漢征伐
景元4年（263年）、司馬昭の命で征西将軍鄧艾・鎮西将軍鍾会が蜀漢征伐の兵を興すと、衛瓘は廷尉卿・持節をもって鄧艾・鍾会の軍事の監査を命じられた。蜀漢が平定されると、謀反の意思を抱いた鍾会は鄧艾を失脚させようと画策し、鄧艾が朝廷の許可を得ずに専擅を行っていると衛瓘に訴え、衛瓘もこれに同意して朝廷への上奏を行い、ほどなく鄧艾捕縛の詔を受け取った。この時、鍾会は鄧艾が衛瓘を殺害し、さらに鄧艾の罪が加わる事を期待していた。自らの身の危険を察知した衛瓘は、夜中に密かに鄧艾軍の諸将を掌握した上で鄧艾・鄧忠父子を捕え、洛陽へと護送する事に成功した。
しかし後に実は鍾会こそが謀反を企んでいたことが発覚すると、胡烈・胡淵と共に反乱を平定し鍾会を滅ぼした。さらに直後に鄧艾の部下たちが護送中の主君を助け出そうと向かうと、鄧艾の報復を避けるべく彼と確執のあった田続を通じて鄧艾・鄧忠父子を殺害した。朝廷は衛瓘の功績を賞したものの、鄧艾父子を殺害したことで世間の非難を買った。

### 西晋黎明期
泰始元年（265年）、魏から禅譲を受けて晋が成立すると、衛瓘は司馬炎に大いに信任され、征東将軍に移って爵位を菑陽公に進められた。泰始5年（269年）には都督青州諸軍事・青州刺史・征東大将軍・青州牧に、泰始7年（271年）には征北大将軍・都督幽州諸軍事・幽州刺史・護烏桓校尉に任じられた。当時、幽州の東には烏桓が、西には鮮卑拓跋部の拓跋力微が割拠し、いずれも辺境を荒らしていた。衛瓘は烏桓と拓跋力微が対立するよう仕向け、烏桓を晋に帰順させる事に成功した。
また衛瓘は、拓跋部の勢力を削ぐため、諸大人（たいじん、有力者）に賄賂を送って積極的に離間工作を行い、英邁な才覚を有していた拓跋力微の息子である拓跋沙漠汗を讒言して陥れるように仕向けた。拓跋力微がこれを信じ込むと、諸大人は拓跋力微の命と偽り沙漠汗を誅殺した。さらに咸寧3年（277年）、拓跋力微は病気を患ったので烏桓王庫賢に軍を任せたが、庫賢もまた衛瓘の賄賂を受け取っていたので、拓跋部の諸大人へ「可汗（拓跋力微）はお前たちに乗せられて子を殺したことを恨み、全ての大人の長男を殺すよう命を下された」と告げると、諸大人はこれを信じて驚き離散してしまった。これにより、拓跋部の勢力は大いに弱体化した。咸寧4年（278年）、再び洛陽に召喚されると、尚書令・侍中に任じられた。

### 統一後の栄進
晋が呉を滅ぼした後の太康4年（283年）、衛瓘は三公の一つである司空に昇進した。衛瓘の政治は清簡であったので、大いに天下の名声を得た。司馬炎は勅命を下し、衛瓘の四男の衛宣に繁昌公主（司馬炎の娘）を嫁がせた。衛瓘は自らが諸生に過ぎない事からこれを固辞しようとしたが、認められなかった。さらに、太子少傅を加えられ、千兵と百騎と鼓吹を加えられた。衛瓘は日蝕を理由に太尉司馬亮・司徒魏舒と共に官位を降りようとしたが、認められなかった。
衛瓘は魏の時代に制定した九品官人（中正）法について否定的な意見を示している。この法はあくまで混乱期に政権を安定させるための暫定的な制度であり、これが続くと貴族の門閥化を促進するものであるから、これを廃止して郷里での選挙による人材確保を復活させるべきであると主張し、太尉司馬亮らと共に上疏した。司馬炎はこの意見に理解を示していたが、制度が改められる事はなかった。
当時皇太子に立てられていたのは司馬炎の嫡子である司馬衷であったが、衛瓘は従前よりその暗愚さから司馬衷の素質を疑問視しており、ある日の宴席にて衛瓘は酔った勢いで帝の御前に跪くと、帝の椅子を撫でながら「この座は惜しまれるべきでございます」と暗に司馬衷の廃嫡を勧めた。司馬炎はその意図を悟ったものの、とぼけたふりをして「公は本当に大酔しておるな」と述べるに留め、衛瓘もそれ以上何も口にしなかった。しかし司馬衷の妃であった賈南風は、この一件以来衛瓘を怨むようになった。また衛瓘は司馬衷の嫡子であり皇太孫であった司馬遹に関しても、和嶠と共に「皇太孫は聡明ではあるが、軽薄な性質が案じられる」と常々吹聴していた。
武帝の治世の晩年は、皇后である楊芷の父であった臨晋侯楊駿が外戚として権勢を振るっていた。太熙元年（290年）1月、衛瓘の四男の衛宣は司馬炎の娘の繁昌公主を娶ったが、楊駿はかねてより疎ましく思っていた衛瓘を失脚させるべく宦官らと共謀し、酒癖の悪さを理由に衛宣を弾劾して繁昌公主と離婚させた。これに危機感を抱いた衛瓘は老齢を理由に政務を離れる事を請い、名誉職である太保への昇進を認められて自身の邸宅へと身を戻した。司馬炎は後に、宦官が衛宣の過失を過剰に申し立てていたことを知ると、繁昌公主と衛宣を復縁させようと考えたが、衛宣はこの一件で病んでしまい既に亡くなっていた。

### 賈南風との対立と最期
太熙元年（290年）4月、司馬炎が死去すると、太子の司馬衷が新たな皇帝に即位した。元康元年（291年）3月、楊駿が誅殺されると、衛瓘は復職して録尚書事に任じられ、汝南王司馬亮と共に朝政を補佐する事となった。衛瓘と司馬亮は、先の楊駿誅殺に加担した楚王司馬瑋の横暴で残虐な性格を忌み嫌っており、司馬瑋から兵権を奪うために北軍中候の地位を解任したり、諸王に対する封国への帰還を命じたりといった手を講じたが、いずれも効果はなく司馬瑋らの怒りを増幅させるだけに終わった。さらに衛瓘は元楊駿の側近でありながら、司馬瑋の元に鞍替えして楊駿誅殺に加担した岐盛という人物を、その節操のなさから忌み嫌っていたが、これを恐れた岐盛は同じく司馬瑋配下の公孫宏と謀り、皇太子時代の司馬衷を巡る一件で確執のあった賈南風に「司馬亮と衛瓘は皇帝廃立を企んでいる」との情報を流した。これを知った賈南風は、司馬亮と衛瓘による政権掌握への不満もあり、司馬瑋と結び付いて司馬亮と衛瓘の排除を決める事となった。
6月、賈南風は恵帝に詔を作らせ、司馬瑋へ「太宰（司馬亮）と太保（衛瓘）は伊尹・霍光を模倣して皇帝廃立を企んでいる。王（司馬瑋）は淮南王（司馬允）・長沙王（司馬乂）・成都王（司馬穎）に命じて諸々の宮門を制圧させ、司馬亮と衛瓘の官を免じるように」と告げた。司馬瑋は自ら統括している北軍を動かし、司馬亮と衛瓘の討伐を掲げて決起すると、公孫宏と李肇に司馬亮府を包囲させ、侍中・清河王司馬遐には衛瓘の逮捕を命じた。
衛瓘邸が司馬遐に包囲されると、衛瓘の側近は司馬遐が詔を偽造したのではないかと疑い、上書して詔の真偽を確認するべきだと進言したが、衛瓘は従わずに逮捕を受け入れた。かつて衛瓘が司空となった時、帳下督栄晦は罪を侵して罰せられ、司空府から追放された事があった。その栄晦はこの時司馬遐軍に従っており、私怨を晴らすために司馬遐の制止を無視して衛瓘と子の衛恒・衛嶽・衛裔と孫ら9人を殺害した。司馬亮もまた捕らえられて誅殺された。ただ衛恒の二子である衛璪・衛玠は、当時医者の家にいたので災禍を免れた。太保主簿劉繇らは危険を承知で衛瓘の死体を収容し、これを手厚く葬ったという。
賈南風は司馬瑋に威権が集まる事を恐れ、独断で詔書を偽造して司馬亮と衛瓘を殺害したと宣言して誅殺した。その後、衛瓘の娘は朝廷に上書して衛瓘の名誉回復を訴えると、劉繇らもまたこれに同調して衛瓘の冤罪と栄晦の処罰を上言した。これらの要求は認められ、衛瓘は蘭陵郡公に追封され、食邑を三千戸加増され、成と諡され、仮黄鉞を贈られた。また、栄晦は一族もろとも誅殺された。

## 逸話
- 鄧艾は江油へ下って行ったとき、田続が進もうとしなかったため、斬ろうとしたが、あとで見逃してやった。衛瓘は田続を派遣するとき、彼に向って「江油の屈辱に報復するがよかろう」と言った。鎮西長史杜預は鄧艾を尊敬していたので、人々に向かって「伯玉（衛瓘の字）は死を免れないであろう。身は名士に列し、高い地位と人望を具えながら、よい評判を立てられることがないうえに、正義によって部下を統御することもしない。これは小人（器量の小さい人間のこと）のくせに君子の皮を被っているためだ。一体どうやってその責務を果たそうというのか」と言った。衛瓘はこの発言を伝え聞くと、車の支度も待たずに駆けつけて陳謝したという。晋書では衛瓘が後に誅殺されたのは、杜預の発言の通りであったと記載されている。杜預の発言は最初の一句が『左氏伝』そのままであるうえ、全体にわたって『左氏伝』を思わせるような内容・表現である。

## 子孫
男子は衛密・衛恒・衛宣・衛嶽・衛裔・その他一人がいる。女子も少なくとも一人いる事が分かっている。孫は衛璪・衛玠・その他数名がいる。玄孫は衛崇。一説に書家の衛鑠は、衛恒の族弟である衛展（字は道舒）の娘だという。